# Cantó de Vincennes-Oest
El cantó de Vincennes-Oest és un antic cantó francès del departament de Val-de-Marne, que estava situat al districte de Nogent-sur-Marne. Comptava amb part del municipi de Vincennes.
Va desaparèixer al 2015 i el seu territori es va dividir entre el cantó de Vincennes i el cantó de Fontenay-sous-Bois.

## Municipis
- Vincennes (part)

## Història
| Data d'elecció                           | Identitat           | Partit                     | Qualitat |
| ---------------------------------------- | ------------------- | -------------------------- | -------- |
| 1967-1970                                | Louis Foulon        | Divers droite              |          |
| 1970-1982                                | Roland Vernaudon    | UDR, després RPR           |          |
| 1982-1994                                | Louis-Claude Lacam  | RPR                        |          |
| 1994-2001                                | Pierre Le Berre     | RPR, després divers droite |          |
| 2001-                                    | Catherine Procaccia | RPR, després UMP           |          |
| les dades anteriors no són pas conegudes |                     |                            |          |
|                                          |                     |                            |          |

## Demografia
| A partir de 1990: Població sense dobles comptes |